# 조선동방즉효성약물센터
조선동방즉효성약물센터는 조선동방즉효약물개발사라고도 불리는 조선민주주의인민공화국의 제약회사이다. 1968년에 설립된 이 회사는 네오비아그라-Y.R.(청춘부활)이라는 약품 판매로 잘 알려져있다.